# Грабове (Битча)
Грабове (словац. Hrabové) — село (обец) в складі Окресу Битча розташоване в Жилінському краї Словаччини. Перша згадка про село датована 1268 роком. Адміністративно обец Грабове приналежний до обеца Битча.
Обец Грабове розташований в Битчанській котловині — поблизу Стажовських гір (Strážovských vrchoch) в їх західній частині у підніжжі масиву Суловських скель орієнтовне розташування — супутникові знімки [Архівовано 22 червня 2007 у Wayback Machine.]. Обец пересікає ще й Грабовський потік, а саме село, розтягнулося по його долині аж до пойми Вагу і займає площу в 690 гектарів з 849 мешканцями. Розміщений орієнтовно на висоті в 308 метр над рівнем моря, відоме своїми природними, рекреаційними ресурсами. В обці розташовані численні історичні пам'ятки, але найвизначальнішим цієї місцини є туристична принада — Сульовські скелі, котрі відомі за межами самої Словаччини. З Грабове пов'язані: професор і ректор Кошицького університету, єзуїт — Мікулаш Грабовський (Mikuláš Hrabovský). Недалеко від Грабове (1 км) пролягає загальноєвропейського значення автомагістраль Е50 та Е75, а також село розташоване в 1,5 кілометрах від окресового центру Битчі.

## Пам'ятки
Найвідоміші історичні пам'ятки в Грабове:
- Костел римо-католицький (побудований в 1690 році в манері епохи ренесансу).
- Капличка (в барокковій манері, побудована орієнтовно в кінці 18 століття).